# Koblek
Koblek este o localitate din comuna Vojnik, Slovenia, cu o populație de 21 de locuitori.